# 永業郡
永業郡，中国南北朝时设置的郡。
南朝梁置永业郡，属石州。治所在永业县（今广西壮族自治区岑溪市东筋竹镇）。南朝陈沿置，后来废除永業郡，隋文帝开皇十六年（596年）再设永業县，属泷州（永熙郡）。